# Sanogasta paucilineata
Sanogasta paucilineata är en spindelart som först beskrevs av Cândido Firmino de Mello-Leitão 1945.  
Sanogasta paucilineata ingår i släktet Sanogasta och familjen spökspindlar. Inga underarter finns listade i Catalogue of Life.